# علي بالا
علي بالا (بالألمانية: Ali Pala)‏ هو لاعب كرة قدم ألماني في مركز الهجوم، ولد في 9 أبريل 1990 في باكنانغ في ألمانيا. لعب مع شتوتغارت كيكرز ونادي شتوتغارت.

## وصلات خارجية
- علي بالا على موقع اتحاد تركيا (لاعب) (الإنجليزية)
- علي بالا على موقع قاعدة بيانات كرة القدم.إي يو (الإنجليزية)
- علي بالا على موقع بيانات كرة القدم. دي إي (الألمانية)
- علي بالا على موقع Soccerway.com (الإنجليزية)